# Muurgekko
De muurgekko (Tarentola mauritanica) is een hagedis die behoort tot de gekko's en de familie Phyllodactylidae.

## Naam en indeling
De wetenschappelijke naam van de soort werd voor het eerst voorgesteld door Carl Linnaeus in 1758. Oorspronkelijk werd de naam Lacerta mauritanica gebruikt en later werd de soort toegewezen aan de niet meer erkende geslachten Gecko en Platydactylus. De soortaanduiding mauritanica betekent vrij vertaald 'uit Mauritania'. Deze naam verwijst echter niet naar het huidige land Mauritanië maar naar Mauretania, een gebied in noordelijk Afrika dat bekend is uit de oudheid.

### Ondersoorten
De soort wordt verdeeld in drie ondersoorten die onderstaand zijn weergegeven, met de auteur en het verspreidingsgebied.
| Naam                          | Auteur                                         | Verspreidingsgebied                  |
| ----------------------------- | ---------------------------------------------- | ------------------------------------ |
| Tarentola mauritanica juliae  | Joger, 1984                                    | Marokko                              |
| Tarentola mauritanica         | Linnaeus, 1758                                 | De rest van het verspreidingsgebied. |
| Tarentola mauritanica pallida | Geniez, Escatllar, Crochet, Mateo & Bons, 1999 | Zuidwestelijk Marokko                |

## Uiterlijke kenmerken
Deze hagedis bereikt een lichaamslengte van twaalf tot zestien centimeter inclusief de staart die ongeveer even lang is als het lichaam. Het is hiermee de grootste Europese gekko. Meestal is de kleur bruingrijs met dwarsbanden maar er is een bijzonder grote kleuren- en patronenvariatie; van brede banden tot spikkels, en kleuren van grijs tot bruin, maar ook gelig en zwart komen voor. Wel hebben ze allemaal 'krokodil-achtige' schubben op de huid; deze zijn sterk gekield en puntig, vooral op de staart, flanken en zijkanten van de nek. Verder heeft deze soort een sterk afgeplat lichaam, een verticale pupil en grote hechtlamellen.

## Levenswijze
De muurgekko kan door de hechtlamellen over vrijwel elk oppervlak lopen, meestal rent hij over muren, bomen en steenhopen op jacht naar voedsel. Het is voornamelijk een nachtdier dat jaagt op insecten en andere kleine ongewervelden. Ook kleine gewervelde dieren worden wel buitgemaakt waaronder kleinere exemplaren van dezelfde soort. Vijanden zijn slangen, andere hagedissen en in mindere mate roofvogels, want deze jagen overdag.
De vrouwtjes zetten steeds twee eieren af per legsel, de eieren zijn wit van kleur en hebben een zachte schaal die echter snel uithardt. De eieren zijn bijna rond van vorm en ongeveer dertien millimeter lang en 10 mm breed en worden afgezet onder stenen of tussen de rotsen. De eieren worden ook wel afgezet in gemeenschappelijke nestplaatsen in rotsspleten. Na ongeveer vier maanden komen de eieren uit en verschijnen de jongen die te herkennen zijn aan hun sterk gebandeerde staart. De jongen zijn ongeveer drie tot vijf centimeter lang en gaan pas na hun eerste vervelling op jacht naar voedsel. De muurgekko kan 7 jaar oud worden, oudere dieren kunnen tamelijk dik en plomp zijn.

## Verspreiding en habitat
Deze soort komt voor in zuidelijk Europa, het Middellandse Zeegebied inclusief eilanden, en ook in Zuid-Iberië en noordelijk Afrika. De muurgekko leeft in Portugal, Spanje, Gibraltar, Balearen, Italië, Sardinië, Frankrijk, Corsica, Malta, Madeira, Azoren, Kroatië, Griekenland, Albanië, Marokko, Westelijke Sahara, Algerije en Tunesië. De hagedis is daarnaast in veel landen door de mens geïntroduceerd; in Chili, Uruguay, Verenigde Staten, Argentinië en mogelijk in Mexico.
De habitat bestaat uit gematigde en mediterraanse scrublands en rotsige omgevingen. Ook in door de mens aangepaste streken zoals plantages, landelijke tuinen, stedelijke gebieden, akkers en weilanden kan de hagedis worden gevonden. De soort is aangetroffen van zeeniveau tot op een hoogte van ongeveer 2300 meter boven zeeniveau.

## Beschermingsstatus
Door de internationale natuurbeschermingsorganisatie IUCN is de beschermingsstatus 'veilig' toegewezen (Least Concern of LC).